# Jubula blepharophylla
Jubula blepharophylla là một loài Rêu trong họ Jubulaceae. Loài này được Grolle mô tả khoa học đầu tiên năm 1965.